# Julien Anfruns

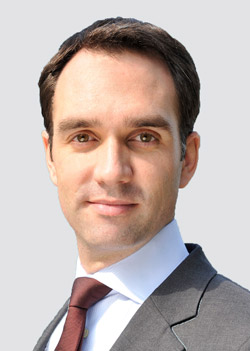
Julien Anfruns

Julien Anfruns ist ein französischer Diplomat und Museumsdirektor.

## Leben
Anfruns studierte an der École nationale d’administration und an der EDHEC Business School in Paris.
Von 2008 bis Mai 2013 war Anfruns Direktor der Organisation International Council of Museums.